# Dariusz Dudka
Dariusz Dudka (Kostrzyn nad Odra, el 9 de desembre de 1983) és un futbolista polonès retirat, que treballa a l'acadèmia del KKS Lech Poznań.